# Расулов Джабар Расулович
Джабар Расулович Расулов  (10 липня 1913, місто Худжанд, тепер Согдійський вілоят, Таджикистан — 4 квітня 1982, місто Душанбе, тепер Таджикистан) — таджицький радянський державний і партійний діяч, 1-й секретар ЦК КП Таджикистану. Член Центральної Ревізійної Комісії КПРС в 1952—1956 роках. Член ЦК КПРС в 1961—1982 роках. Депутат Верховної Ради СРСР 2—10-го скликань (1946—1982 рр.). Герой Соціалістичної Праці (26.02.1981).

## Біографія
Народився 27 червня (10 липня) 1913 року в родині робітника-будівельника.
У 1934 році закінчив Середньоазійський бавовняно-ірригаційний політехнічний інститут в місті Ташкенті.
У 1934—1935 роках — агроном Центральної молодіжної бавовняної сільськогосподарської станції ЦК ЛКСМУ Таджикистану у Вахшській долині. У 1935—1938 роках — агроном бавовняного управління Народного комісаріата землеробства Таджицької РСР.
У 1938—1940 роках — начальник зернового управління Народного комісаріату землеробства Таджицької РСР.
Член ВКП(б) з 1939 року.
У 1940—1941 роках — 1-й заступник народного комісара землеробства Таджицької РСР.
У 1941—1945 роках — уповноважений Народного комісаріату заготівель СРСР по Таджицькій РСР.
У 1945 році — народний комісар землеробства Таджицької РСР.
У 1945—1946 роках — народний комісар (міністр) технічних культур Таджицької РСР.
У серпні 1946 — 27 березня 1955 року — Голова Ради Міністрів Таджицької РСР.
У 1955—1958 роках — заступник міністра сільського господарства СРСР.
У 1958 — 31 травня 1960 року — секретар ЦК КП Таджикистану.
25 червня 1960 — 20 червня 1961 року — надзвичайний і повноважний посол СРСР в Республіці Того.
12 квітня 1961 — 4 квітня 1982 року — 1-й секретар ЦК КП Таджикистану. Одночасно у 1962 — жовтні 1964 року — член Середньоазійського бюро ЦК КПРС.

## Нагороди
- Герой Соціалістичної Праці (26.02.1981)
- дев'ять орденів Леніна (3.01.1944, 29.12.1946, 24.02.1948, 17.12.1949, 23.10.1954, 17.01.1957, 9.07.1963, 9.07.1973, 26.02.1981)
- орден Жовтневої Революції (27.08.1971)
- ордени Трудового Червоного Прапора (17.10.1939, 3.04.1965, 25.12.1976)
- орден Вітчизняної війни ІІ ст. (1.02.1945)
- медалі